# Tueur d'État
Pour les articles homonymes, voir The Fixer.
Tueur d'État (The Fixer) est une série télévisée anglaise en douze épisodes de 45 minutes créée par Ben Richards et diffusée entre le 10 mars 2008 et le 6 octobre 2009 sur ITV.
En France, elle a été diffusée à partir du 6 juin 2010 sur TF1 et rediffusée sur HD1. Elle reste inédite dans les autres pays francophones.

## Synopsis
John Mercer est un ancien soldat des forces spéciales anglaises qui après avoir tué son oncle et sa tante, accusés de mauvais traitements sur sa nièce, est en prison. Mais il est recruté par le gouvernement comme assassin pour éliminer des personnes que la loi est incapable d'appréhender.

## Distribution
- Andrew Buchan (VF : Nicolas Djermag) : John Mercer
- Peter Mullan (VF : François Barbin) : Lenny Douglas
- Tamzin Outhwaite (VF : Anne Dolan) : Rose Chamberlain
- Jody Latham (VF : Emmanuel Garijo) : Calum McKenzie
- Elisa Terren (VF : Christine Bellier) : Manuela (10 épisodes)
- Liz White (VF : Marie Gamory) : Jess Mercer (saison 1)
- Elliot Cowan (VF : Pascal Germain) : Matt Symmonds (saison 2)

 Source et légende : version française (VF) sur RS Doublage et Doublage Séries Database

## Épisodes

### Première saison (2008)
1. De l'ombre à la lumière
2. Crime désorganisé
3. Le Pantin
4. Changement de plan
5. Permis de tuer
6. L'Intouchable

### Deuxième saison (2009)
1. Ni cœur…
2. …ni âme
3. Devoir de mémoire
4. En quête de preuves
5. Les Infiltrés
6. Sans défense